# 島津島
島津島（しまづしま）は、島根県隠岐郡知夫村にある無人島。

## 地理

### 地形・地質
島津島は、知夫村薄毛地区に位置する南北1 km、東西500 mの細長い島である。隠岐諸島の島前の島々は630万年前から530万年前の火山活動で形成され、西ノ島の焼火山は火口丘であり、島津島を含む外側の島々は外輪山である。
島津島は海成の堆積岩である島津島層、玄武岩層、粗面岩層で構成されている。島津島層は、細粒 - 粗粒凝灰質砂岩を主体とした層であり、礫岩や泥岩の薄層もある。砂岩層では巣穴の化石などの生痕化石を観察することができる。島津島の北側の海岸では島津島層を貫入する粗面岩が見られる。粗面岩が露出する海岸の一部は白壁と呼ばれ、知夫村の観光スポットの一つとなっている。

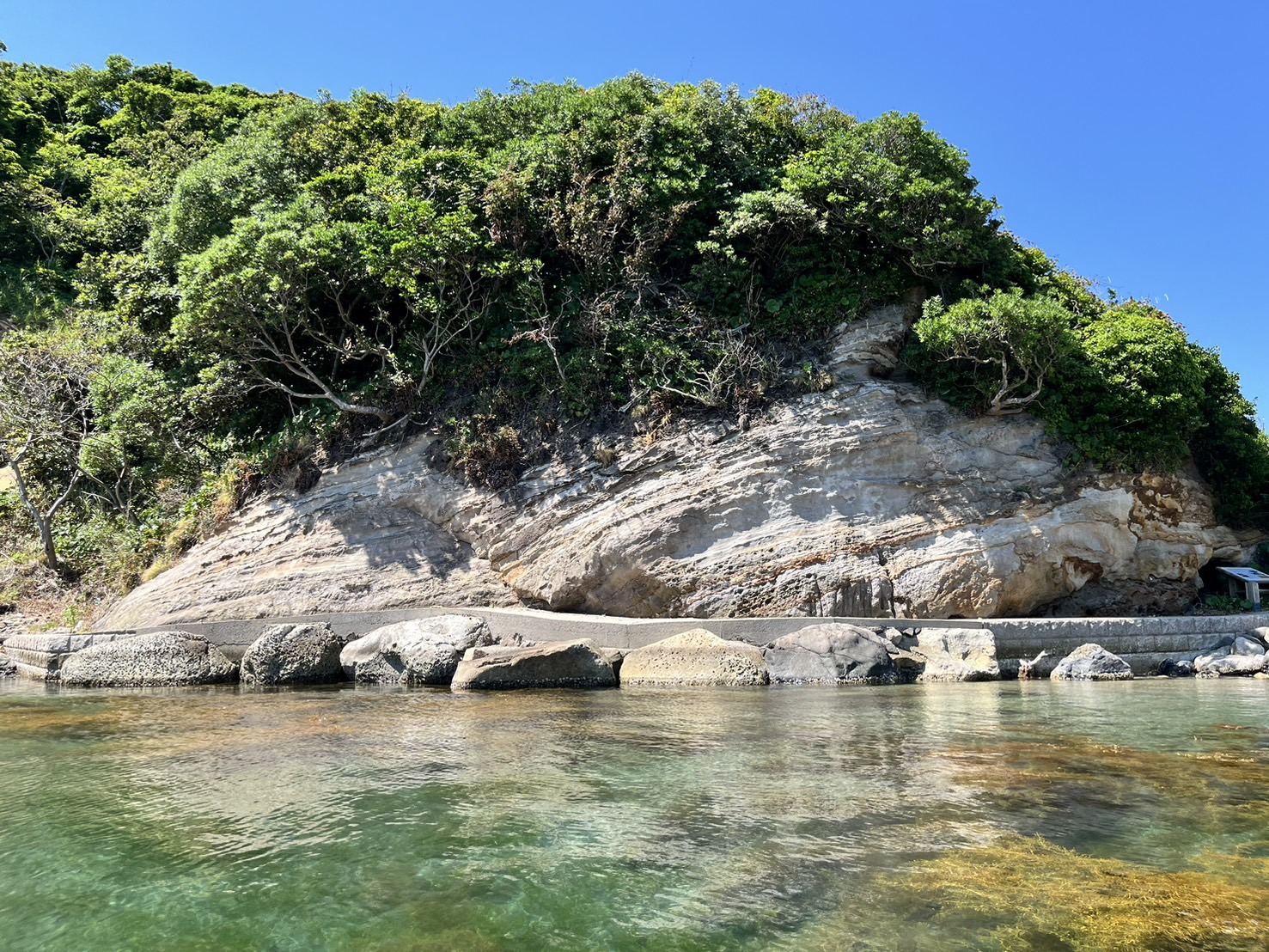
島津島の砂岩層
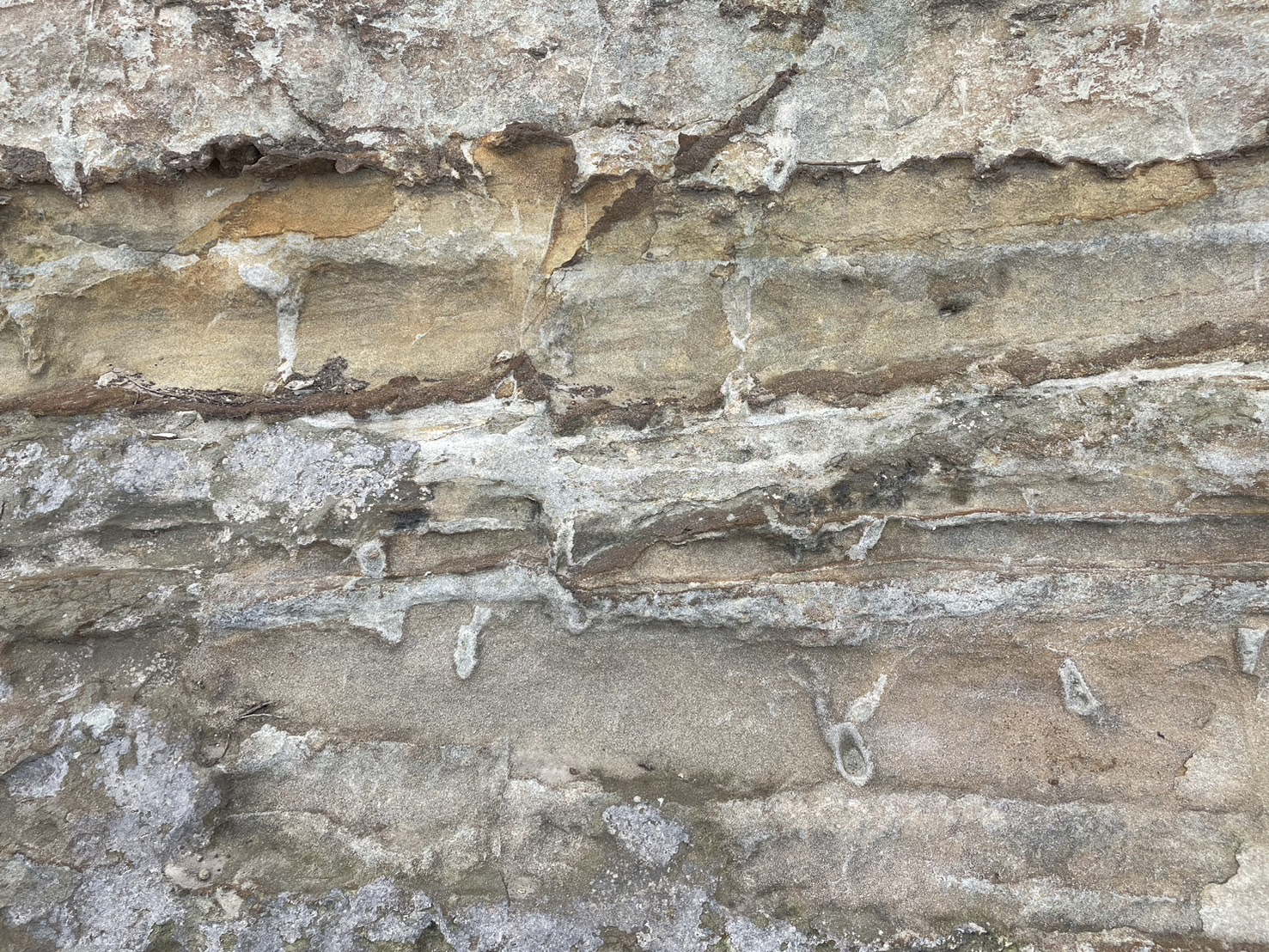
島津島層に見られる生痕化石
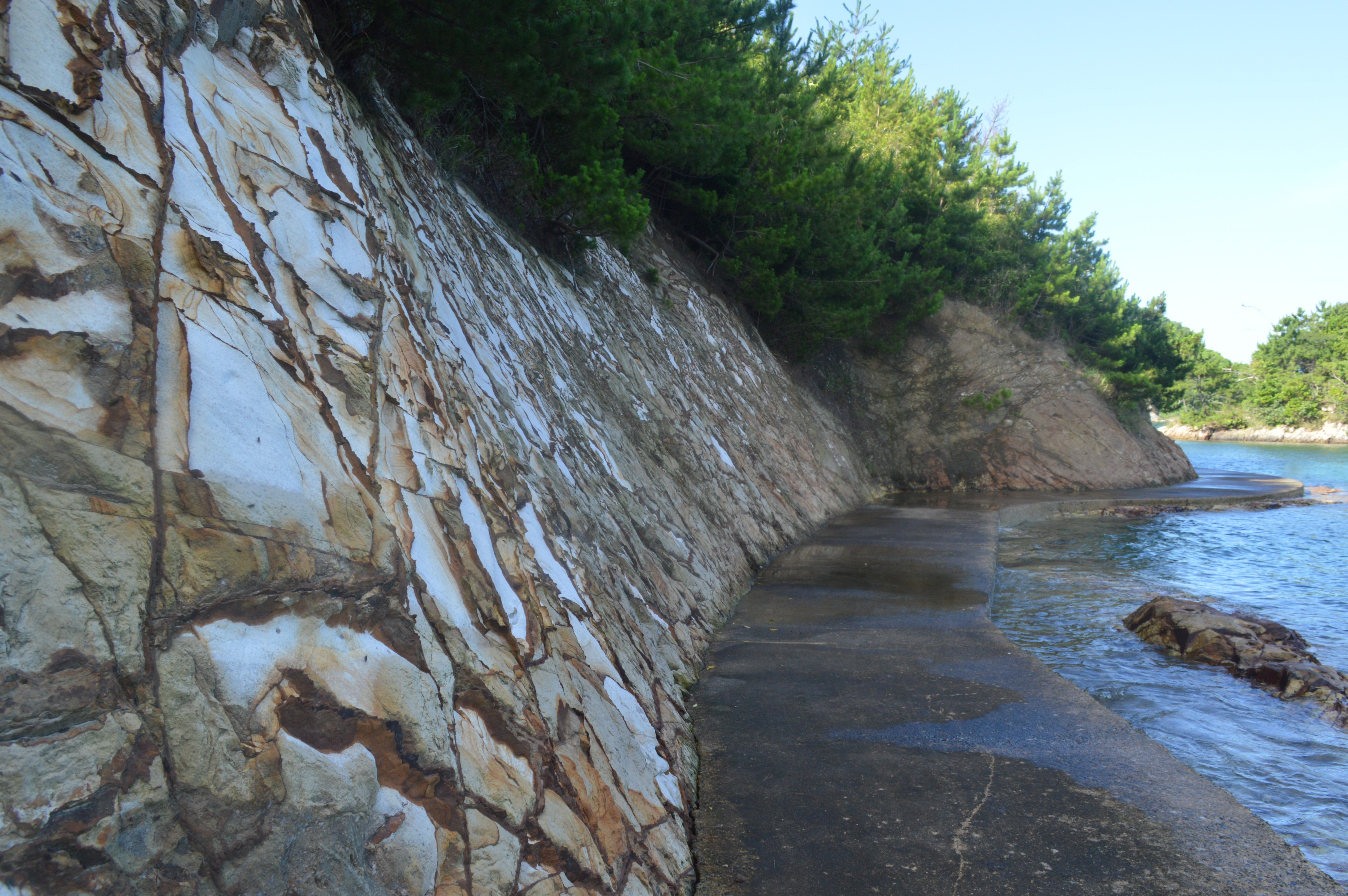
島津島の遊歩道と粗面岩
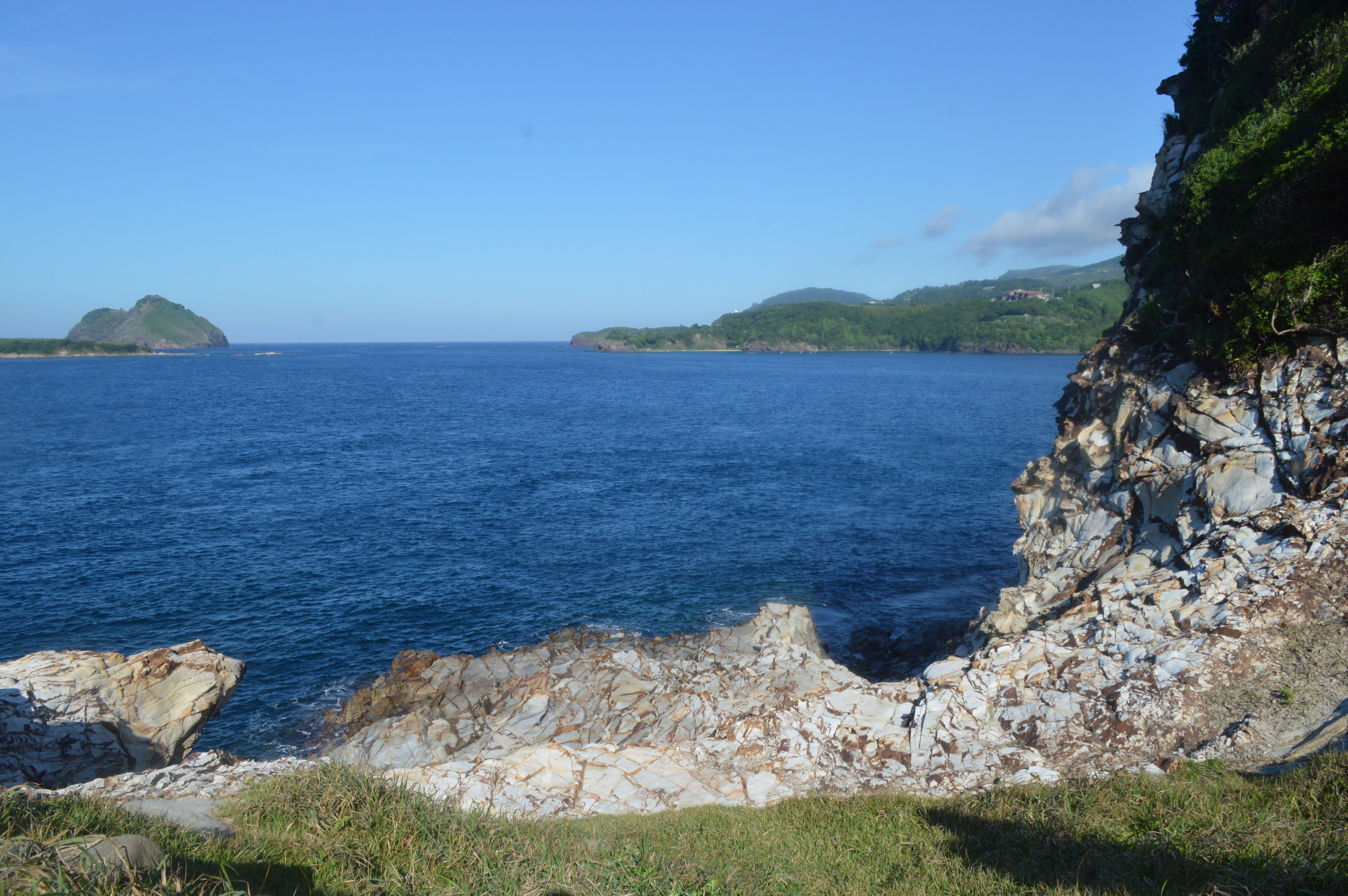
白壁
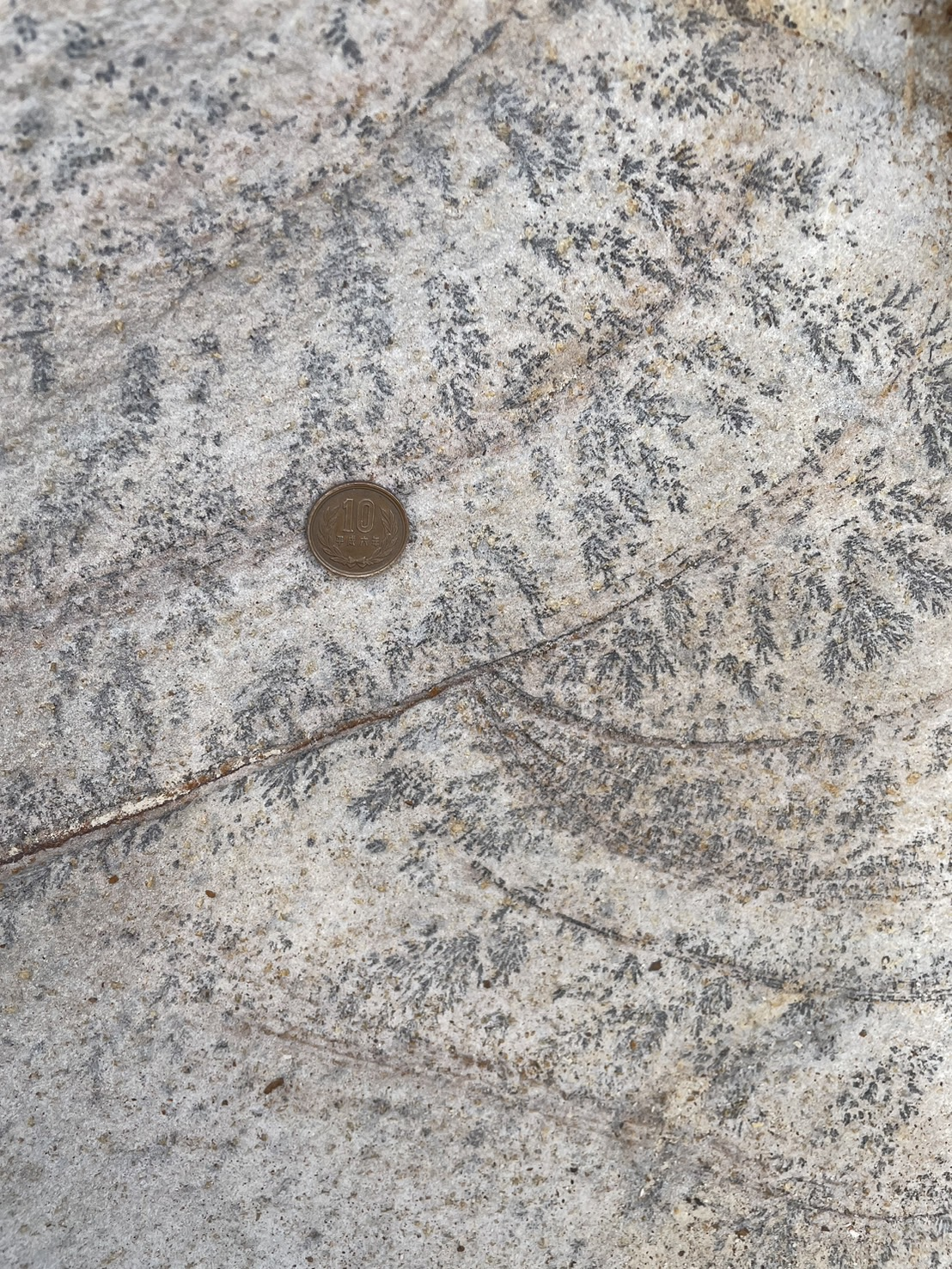
白壁中にみられるデンドライト

### 植物

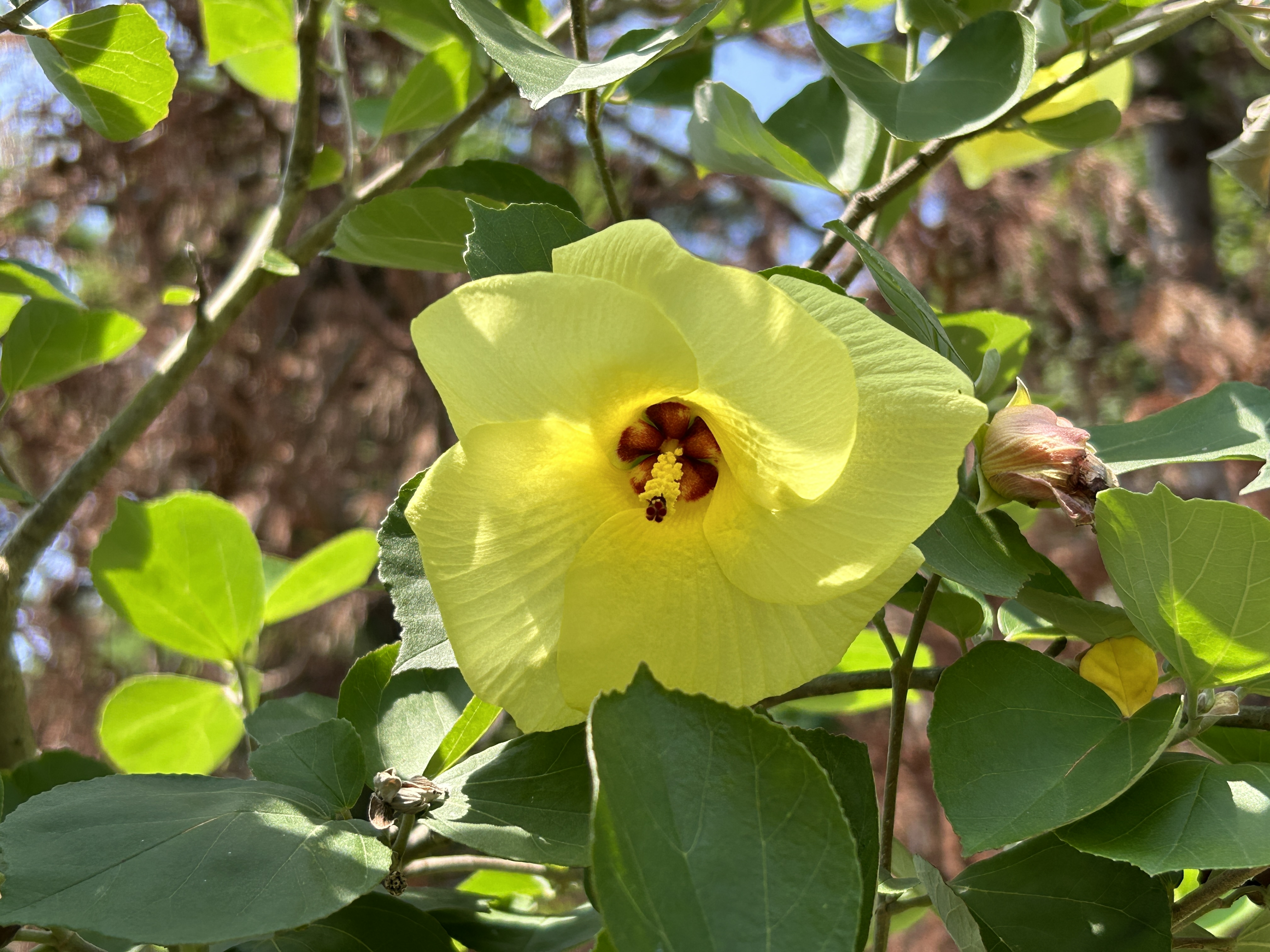
知夫里島にある無人島、島津島のハマボウ

知夫里島では、島のほぼ全域を活用した牛の放牧が行われており、本来の自然植生を観察できる場所は限られている。しかし、本土ではあまり見ることのできない島独特の植生を観察することができるのが、沿岸部周辺である。その中でも遊歩道が整備され歩きやすい島津島では、海岸性の植生を観察することができる。
島津島は隠岐諸島最南端の場所であり、他では見ることのできない九州や沖縄地方に共通する南方系植物も多く生育している。ここで見られるハマボウは、九州を中心に分布する南方系の植物であり、知夫村は日本の最北限自生地である。
夏になると、海岸の砂浜に生息するハマゴウや、島津島へと続く「お松橋」を渡る前の袂の岩場にはハマナデシコが見られる。ハマナデシコは、全国的に激減してきている海岸性のナデシコで、隠岐では島津島以外の場所では見ることができない。秋になると、「お松橋」を渡った先の渡津海水浴場では、ユーラシア大陸由来のダルマギクを見ることができる。ダルマギクは、他の地域ではほとんど見られない。島津島では、この他にもハマウドやオキノアブラギク等、季節によって顔ぶれが変わる植物を観察することができる。

### 生物
春から夏にかけてメジロ、ハクセキレイが見られる。年間を通してホオジロ、カワラヒワが観察でき、秋になるとキセキレイが集まる。またお松橋の向かいに浮かぶ小島では春に、ミサゴの繁殖が見られる。

## 歴史

### 先史時代
薄毛地区の湾内は島津島が防波堤の役割をしており、安定的に穏やかなので、古くからの良港であった。島津島遺跡から弥生時代後期の土器が採集されているのも、古代から重要な港として利用されているからと思われる。

### 近世
渡津神社の創建年は不明。『袖中抄』に「隠岐国にて知夫利崎というわたすの宮という神おはすなり。舟いだすとて其神に奉幣してわたすを祈るとぞ」との記述があり、鎌倉時代にも、海上の安全を祈願した由緒を持つ島だった。文治4年（1188年）には知夫村の牧畑の記録があり、徳川時代には輪転式も行われていた。島津島も4つに分けられた牧の一つであり、西牧の一部として利用されていた。

### 現代
昭和30年代にはヤギが放牧されていた。

## 経済

### 畜産

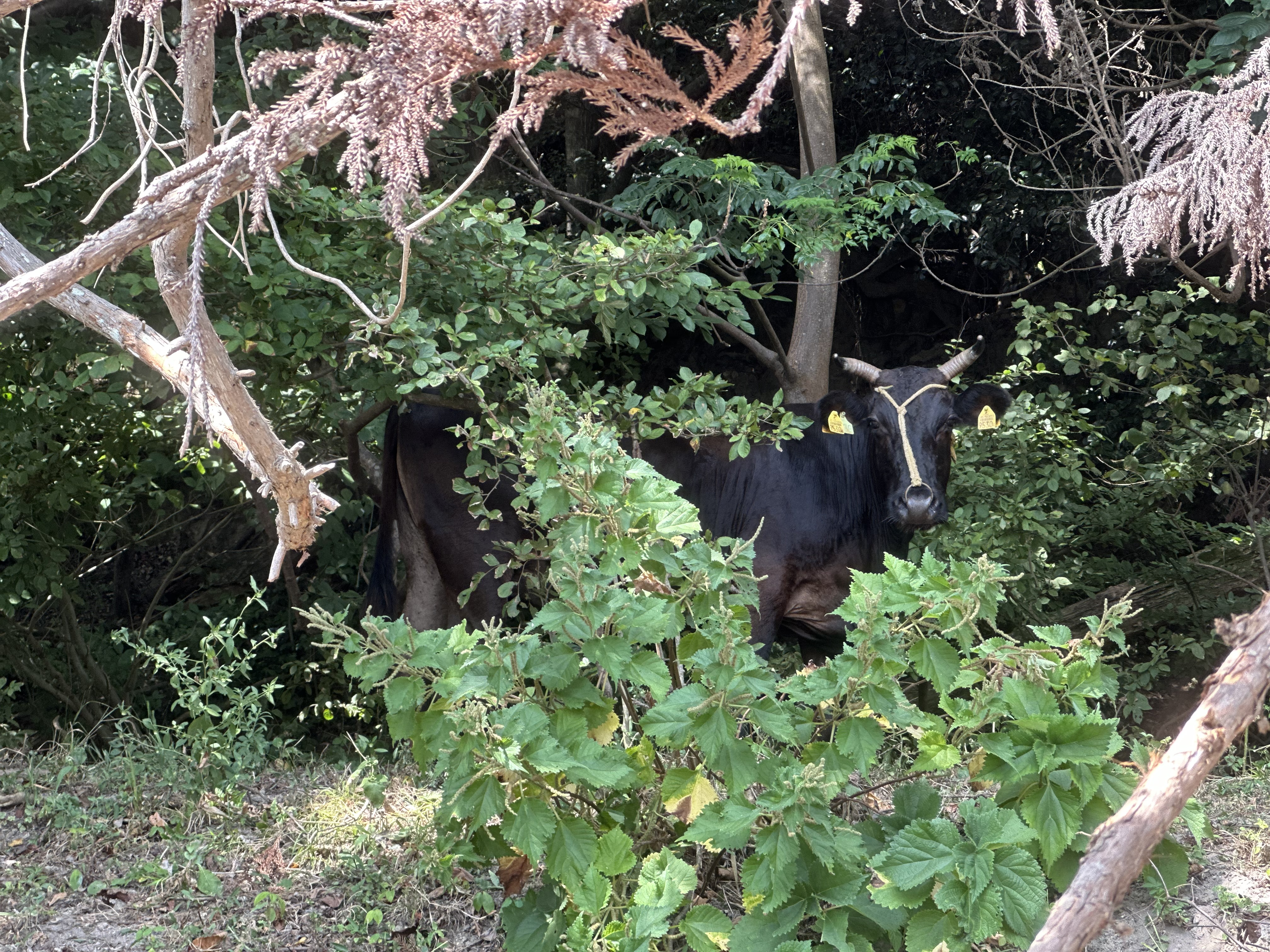
放牧されている牛

対馬暖流の影響を受け、比較的暖かく積雪量も少ない自然環境を有し、草資源に恵まれている。かつて知夫村では畜産業が農業産出額（農業粗生産額）の77.8%を占めていた。このような立地、自然環境の中で、古来から伝承されてきた共同牧野を活用した「牧畑」と呼ばれる放牧が盛んに行われてきた。
島津島の牧畑は「西牧」に区分されており、手間と費用削減の為、冬季期間でも暖かく積雪の少ない島津島において放牧を行っていた。12月と4月には牛が海を泳いで行き来する姿が見られていた。また、島津島では牛だけでなく1963年（昭和38年）まではヤギも放牧されていたが、村民より苦情が発生し農協より引き取るよう依頼があった。

### 観光
牛の海渡り
かつて島津島で越冬放牧をしていた際、12月と4月の島への行き帰りは牛を海に泳がせていた。これを観光サービス化し、「牛の海渡り」として牛が泳いでいる姿を観光客へ見せていた。
島津島園地
島津島には島津島園地があり、島の先端まで全長1,825 mの遊歩道が整備されている。
渡津海水浴場
渡津海水浴場は知夫里島の名勝地であり、シャワー、脱衣所、トイレが完備されている。
マリンアクティビティ
島津島ではマリンアクティビティも行われている。スタンドアップパドルボードやシーカヤックが体験でき、インストラクターによる乗り方のレクチャーがある。
白壁
島津島遊歩道の奥、渡津神社の裏側ともいえる場所に島津島の名所として白壁がある。また白壁は遊覧船からも望むことができる。
かつてキャンプ場は存在していたが、現在島津島にはキャンプ場はない。

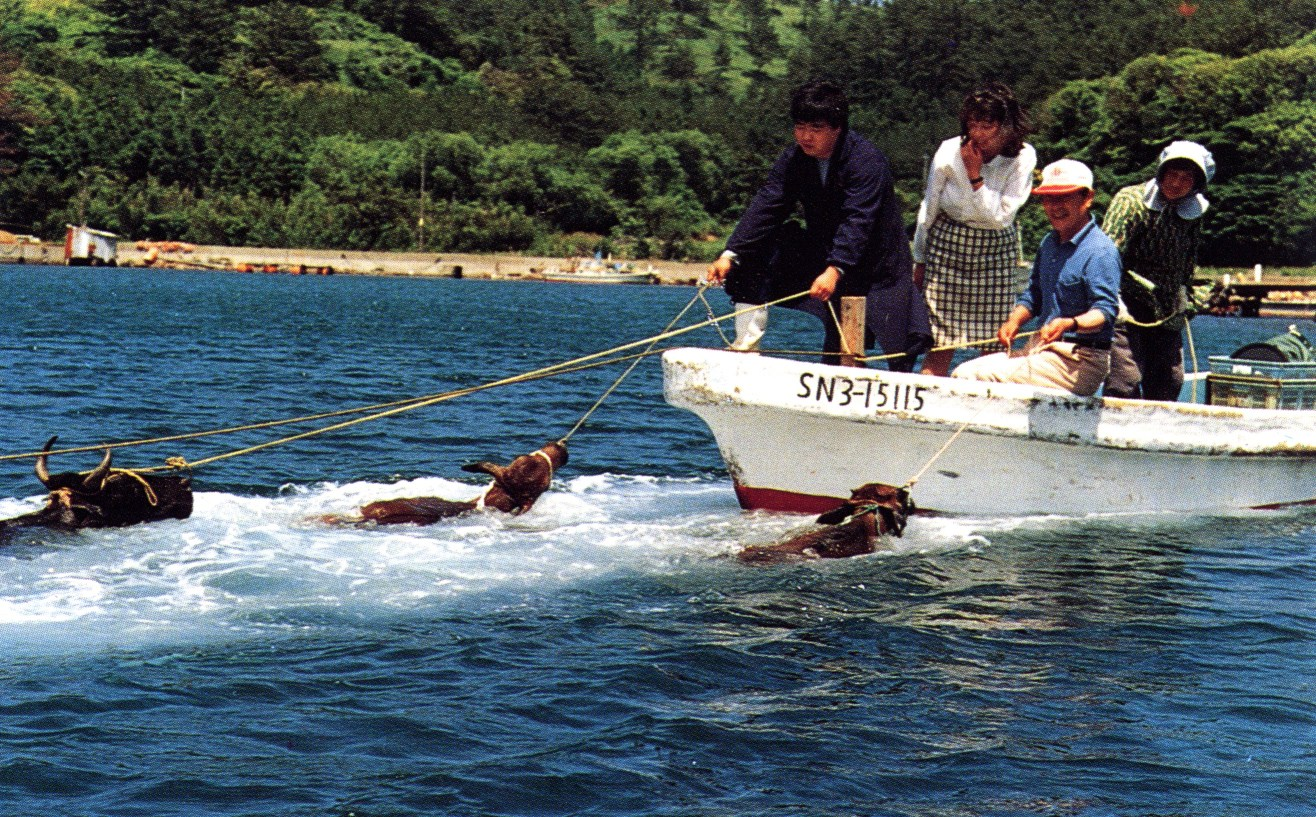
牛の海渡り
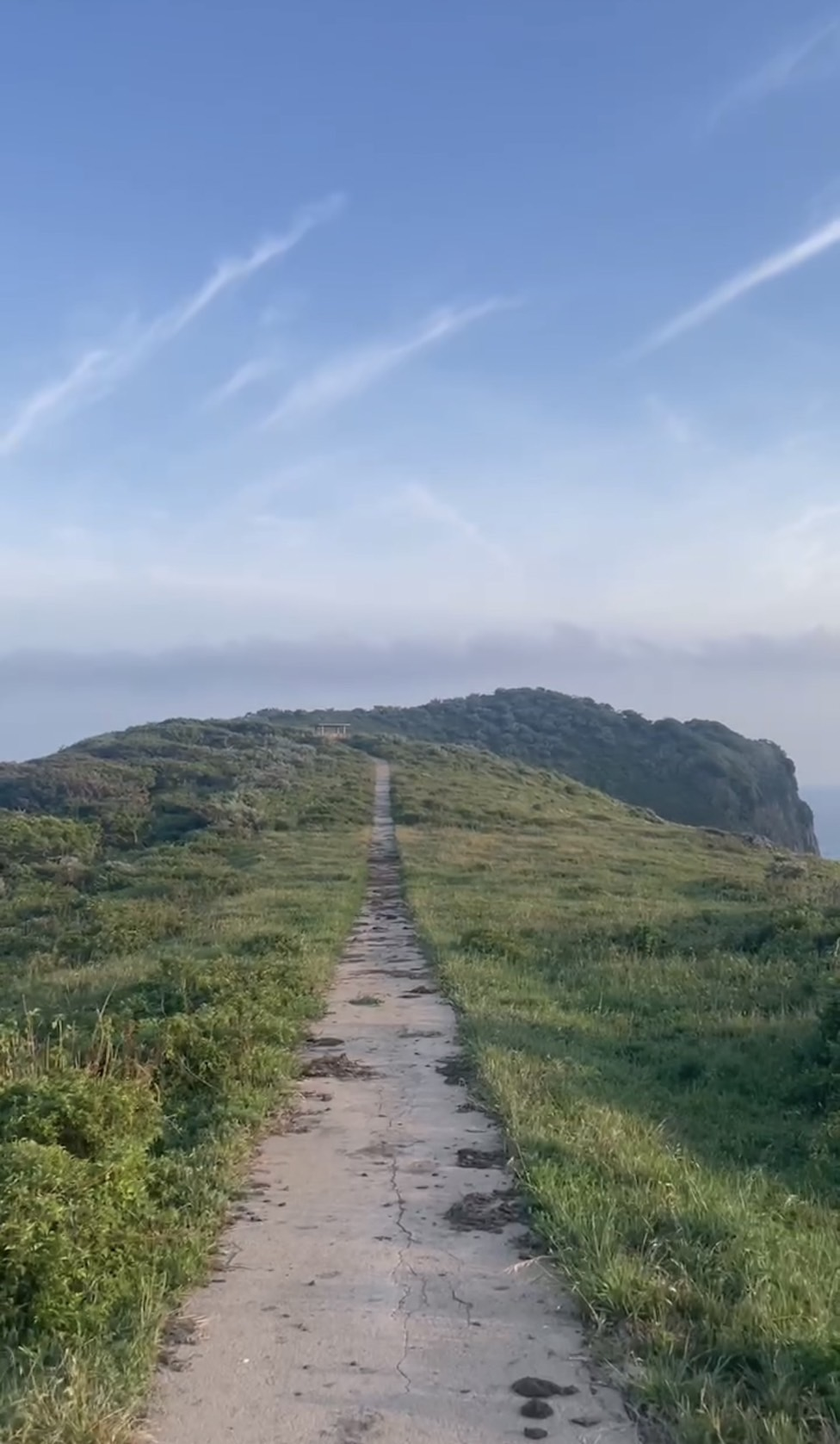
島津島遊歩道
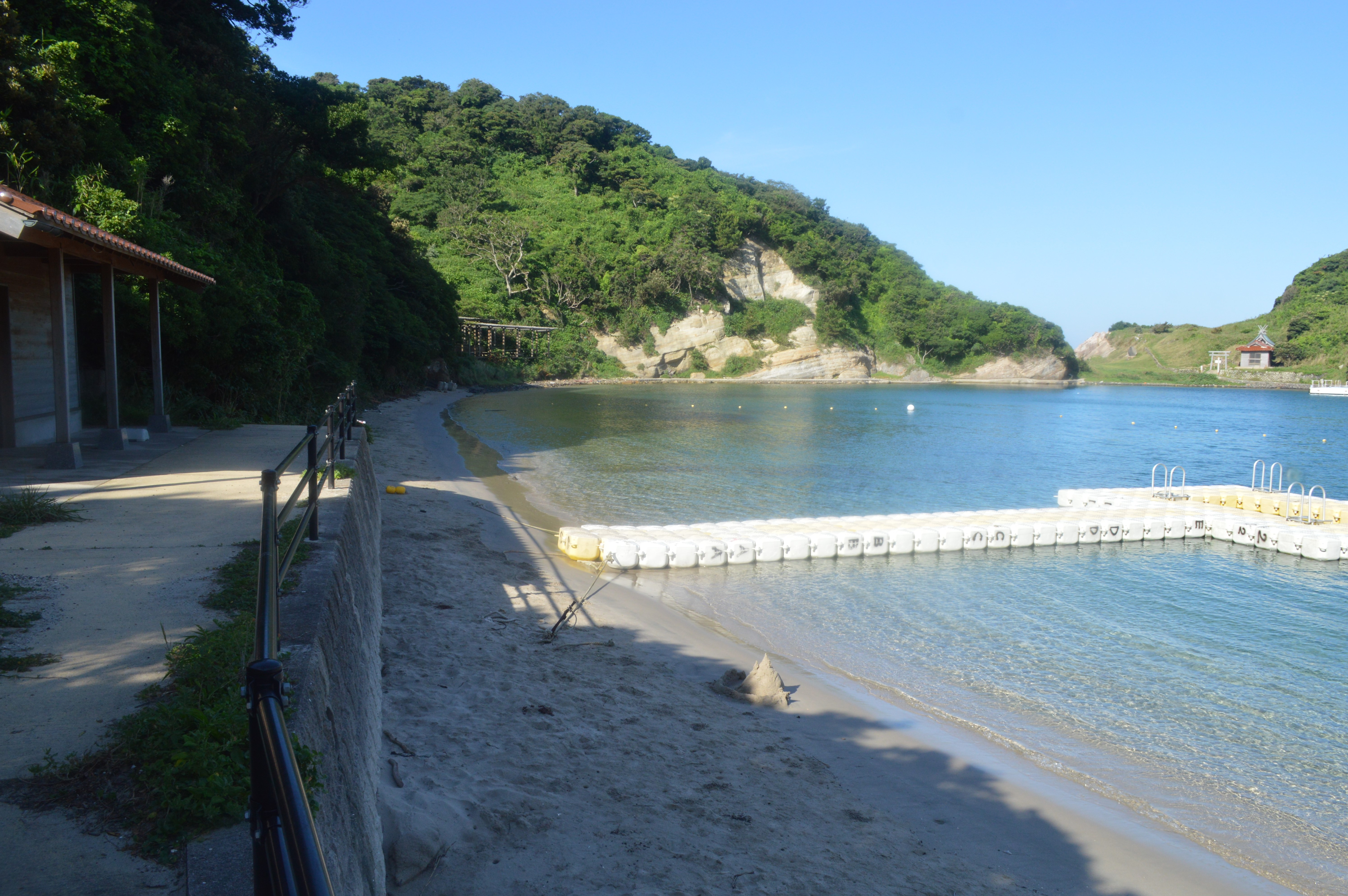
渡津海水浴場
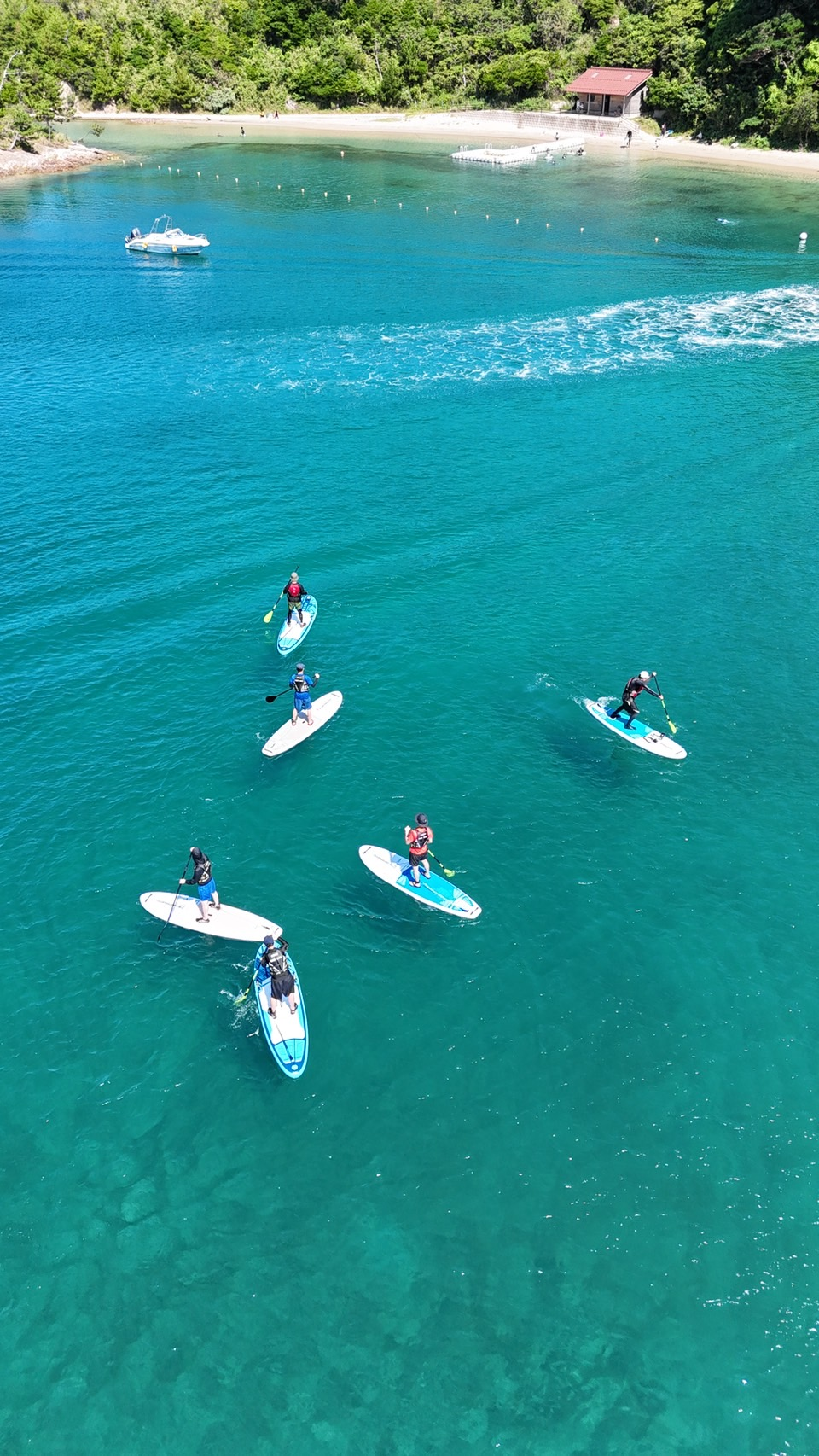
島津島でのマリンアクティビティ

## 寺社・史跡

### 渡津神社

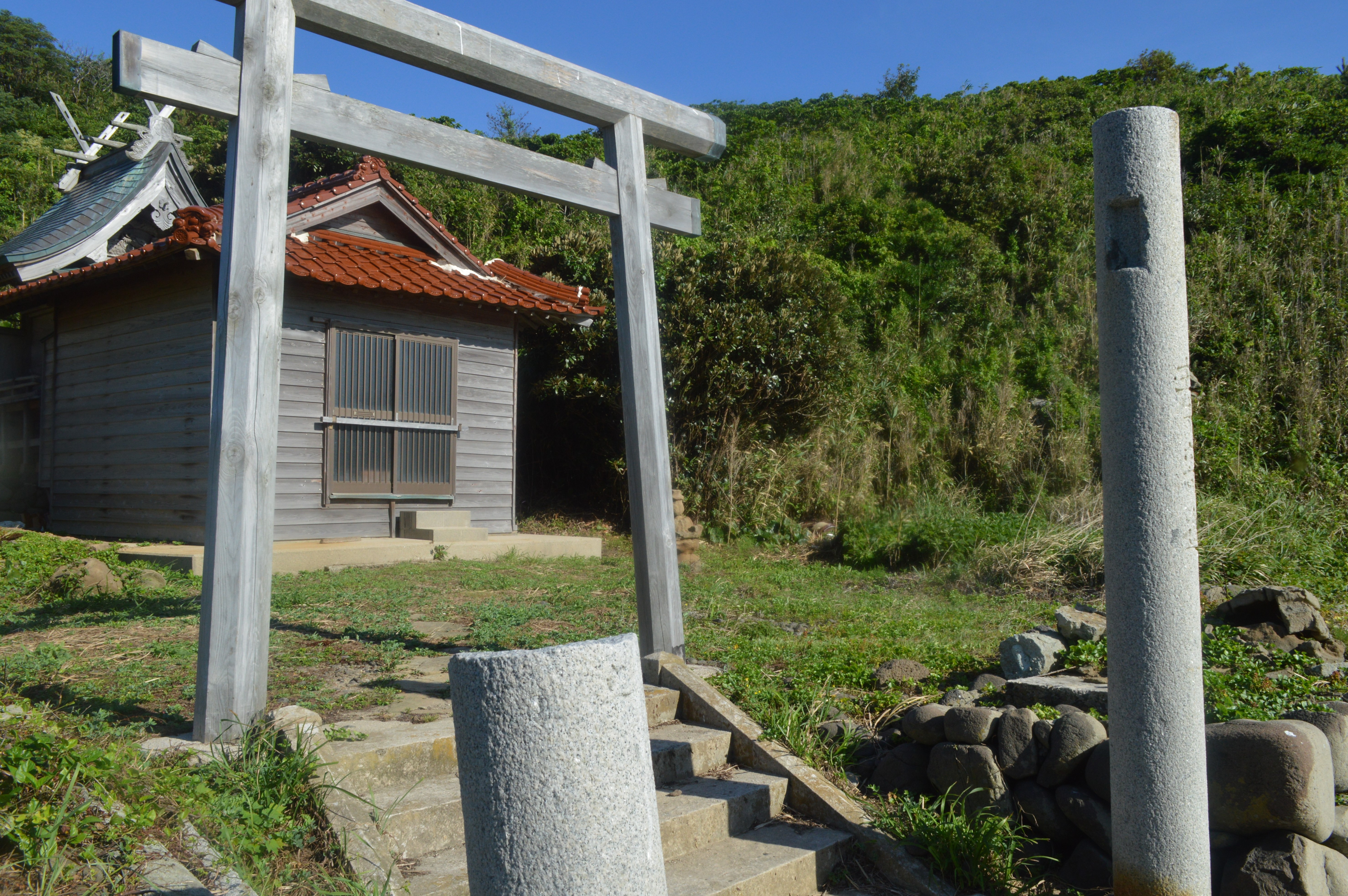
渡津神社

島津島にある、五十猛神（）や陸路や海路を守護する道触の神（）として渡津大明神（）を祀る神社。この神様の名前は、知夫里島の名前の由来にもなっている。創建は宝暦7年（1757年）以前とされる。海の神様として崇敬されており、海上安全や船酔いの平癒を祈願して、船を漕ぐ時に使う「はや緒」を奉納する慣わしが残っている。この渡津神社の神様は、一説によると女神であるという。天佐志比古命と結婚されたが、訳あって離婚された。別れる際に、天佐志比古命が島津島で風待ちをしていると、船が「船島」に、錨や笠もそれぞれ「錨島」「笠島」となったが、これは嫉妬深い渡津の神様の仕業とされている。

### お松橋

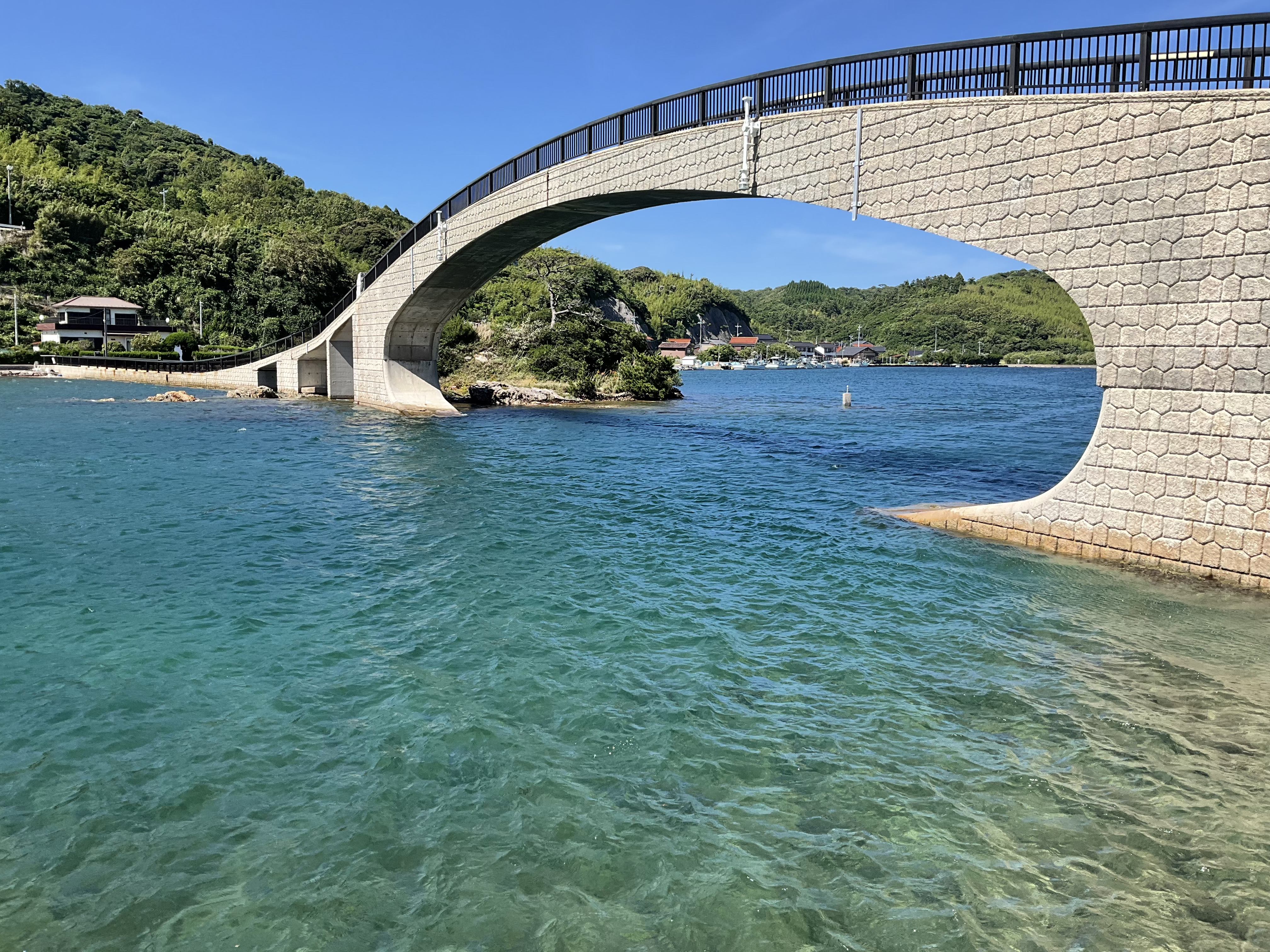
お松橋

知夫里島と島津島を繋ぐ遊歩道となっている長さ約50 mの橋。島津島にある「お松の碑」にちなんでお松橋と名付けられた。
アーチ型の曲線部が美しく、橋の上からは透き通るよな海と小さな島々を見ることがでる。また、天候と波の状態によっては、お松橋と水面でハートの形を描くことがある。

### お松の碑

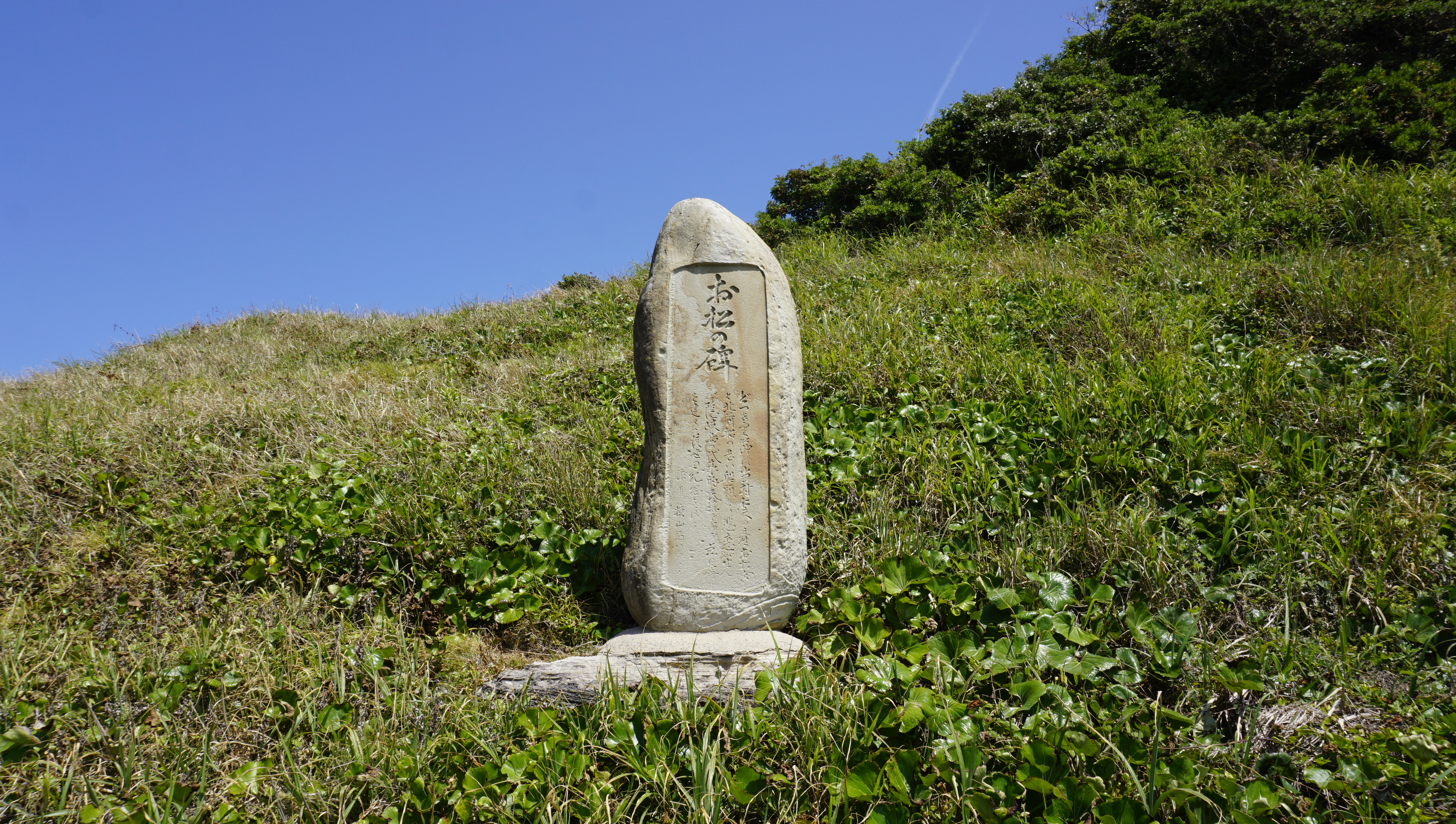
お松の碑

1960年（昭和35年）11月、当時の知夫観光協会によって制作されたものであり、同年、前村誌が完成したのを祝し刊行記念に建立された碑である。お松とは、かつて知夫村に実在した人物であり、自身が経験した北前船の船頭との悲恋を追分調にして唄った歌が人々の心を打ち、後に知夫村発祥の民謡「どっさり節」として広まったとして知られる人物である。

### 西条八十の歌碑

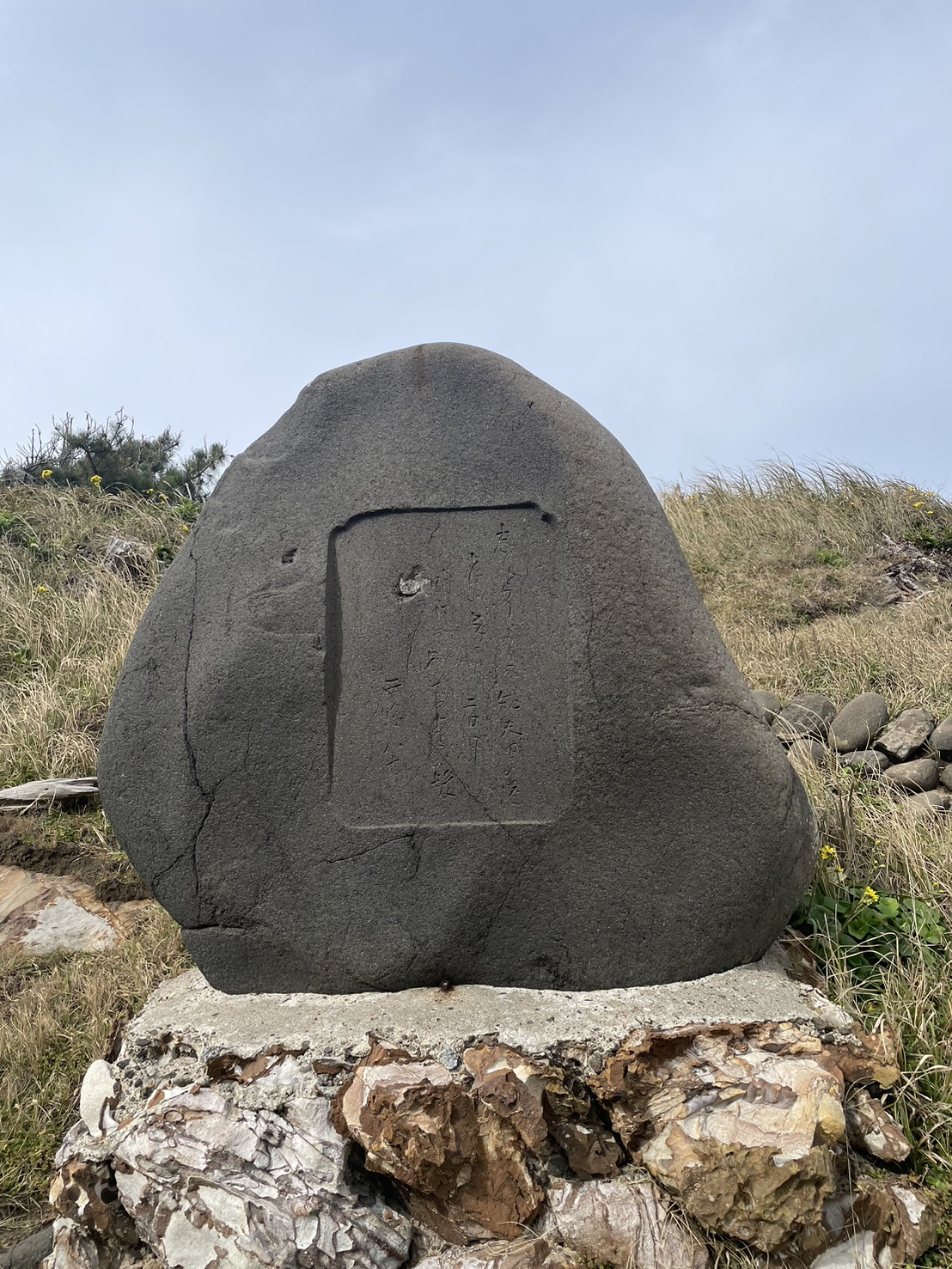
西条八十の歌碑

明治から昭和にかけて活躍した詩人西條八十が知夫村を訪れた際に謡ったとされる歌「忘れらりょうか知夫里の港 とほいどっさり二日月 明日が別れのあらい髪」が刻まれている歌碑である。1962年（昭和37年）に知夫村の豊かな自然や観光名所等を宣伝する為に計画・建立されたものである。高さ約六尺（約180 cm）重さ千貫（約3,750 kg）の自然石に、西條八十自筆の歌が刻まれている。